# Mimasura albiceris
Mimasura albiceris är en fjärilsart som beskrevs av Turner 1903. Mimasura albiceris ingår i släktet Mimasura och familjen nattflyn. Inga underarter finns listade i Catalogue of Life.